# Lucjan Zarzecki

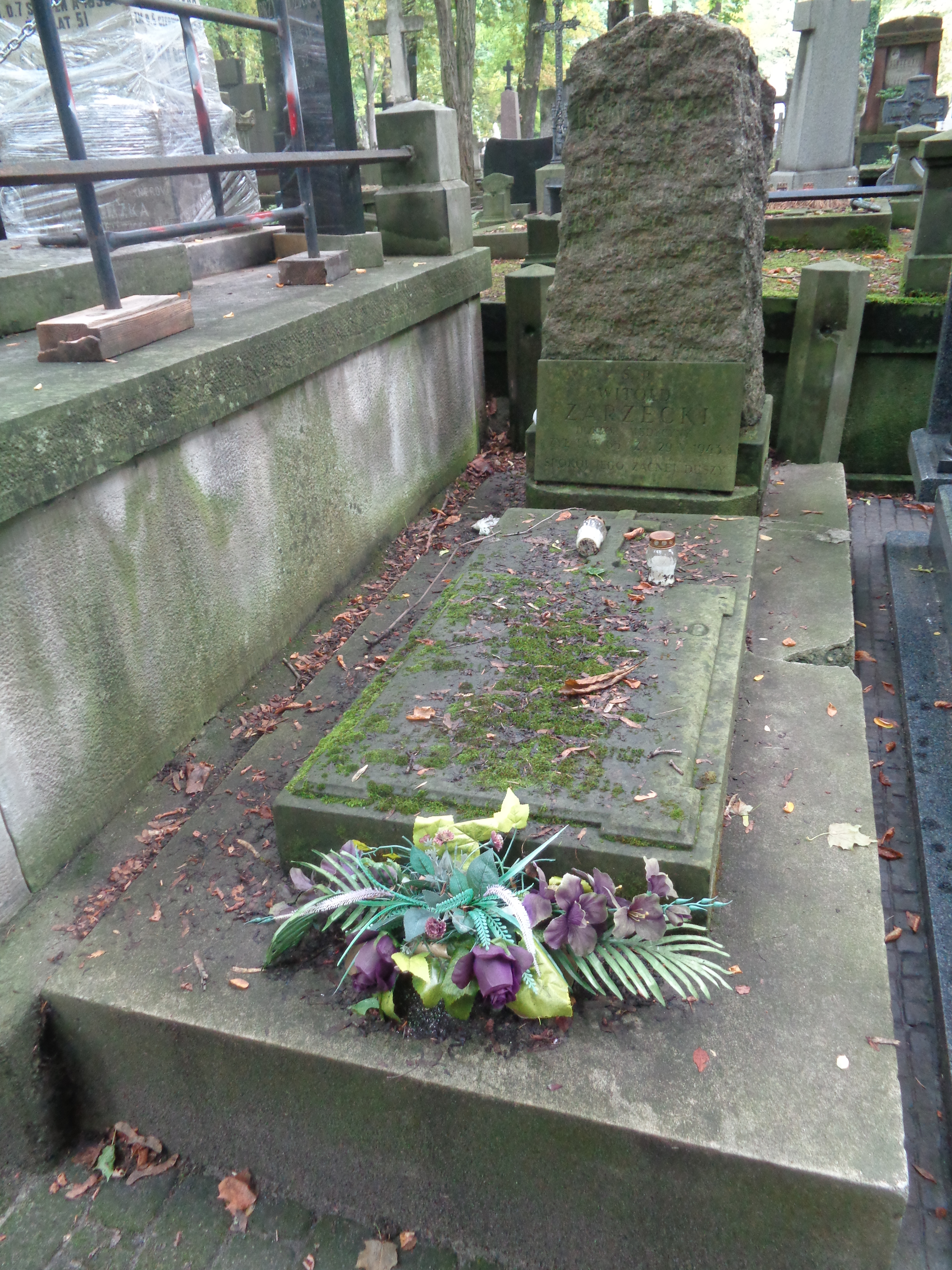
Grób Lucjana Zarzeckiego cmentarzu powązkowskim

Lucjan Zarzecki (ur. 27 października 1873 w Rudni koło Chełma, zm. 13 stycznia 1925 w Warszawie) – polski pedagog.
Zajmował się głównie dydaktyką ogólną oraz dydaktyką matematyki, a także problematyką wychowania narodowego. Uważał, że głównym celem nauczania oraz wychowania powinno być kształcenie charakteru. Zarzecki ukończył studia w 1897 r. na Wydziale Matematyczno-Fizycznym Uniwersytetu w Petersburgu. Po studiach pracował jako nauczyciel matematyki oraz wykładowca dydaktyki matematyki. Należał do grona założycieli i wykładowców Wydziału Matematyczno-Przyrodniczego Towarzystwa Kursów Naukowych w Warszawie (1905-1906). W latach 1915–1918 wykładowca pedagogiki na Wydziale Humanistycznym TKN. Od 1921 r. kierował on Katedrą Pedagogiki w Wolnej Wszechnicy Polskiej w Warszawie. W 1922 został redaktorem naczelnym „Przeglądu Pedagogicznego” wydawanego przez Towarzystwo Nauczycieli Szkół Średnich i Wyższych. Jako były dyrektor Polskiej Macierzy Szkolnej 31 grudnia 1923 został odznaczony Krzyżem Oficerskim Orderu Odrodzenia Polski. Został pochowany na cmentarzu Powązkowskim w Warszawie (kwatera 30-4-24).

## Ważniejsze prace
- Charakter jako cel wychowania, Warszawa 1918
- O idei naczelnej polskiego wychowania, Warszawa 1919
- O zadaniach nauczyciela polskiego, 1919
- Nauczania matematyki początkowej (części 1-3, 1919-1920)
- Dydaktyka ogólna, czyli kształcenie charakteru przez nauczanie, Lwów – Warszawa 1920
- Szkoła pracy, Warszawa 1921
- Wstęp do pedagogiki, Lwów – Warszawa 1922
- Charakter i wychowanie, Warszawa 1924
- Wychowanie narodowe, Warszawa 1926